# Bătălia de la Smolensk (1941)
Prima bătălie de la Smolensk (10 iulie-10 septembrie 1941) se referă la o serie de lupte crâncene ale Grupul de Armate Centru german și ale Fronturilor Sovietice de Vest, de Rezervă și Briansk de pe frontul de răsărit al celui de-al Doilea Război Mondial
Diviziile blindate germane au declanșat o ofensivă pe 10 iulie urmărind încercuirea și distrugerea forțelor sovietice din regiunea Smolensk. Până în cele din urmă, două armate sovietice au fost încercuite și distruse la sud de Smolensk.
Smolensk a căzut pe 16 iulie, dar rezistența sovietică a fost foarte puternică, reușind să efectueze câteva contraatacuri, dintre care trebuie notată Ofensiva Elnia. Această ofensivă a fost prima înfrângere a Wehrmacht din timpul războiului sovieto-german.
Sovieticii au reușit chiar să spargă temporar încercuirea germană și să evacueze o parte a trupelor din punga de la Smolensk. Luptele grele au întârziat în mod considerabil înaintarea germană spre Moscova, astfel încât liniile de apărare de mai la răsărit au putut fi mai bine fortificate, ducând la pierderea de ritm a ofensivei naziste.
În conformitate cu afirmațiile propagandei naziste, pierderile sovietice din timpul bătăliei de la Smolensk s-au ridicat la aproximativ 250.000 de oameni. Orașul Smolensk a fost distrus aproape în întregime în timpul luptelor. În 1985, Smolenskului i-a fost conferit Titlul de Oraș Erou.